# Cheryl Patton
Cheryl Patton (Miami, 1949) è una modella statunitense.

## Biografia
Nel 1966 Cheryl Patton si classificò seconda al concorso Miss Florida, che però vinse l'anno seguente, ottenendo così la possibilità di rappresentare la Florida al concorso nazionale Miss USA 1967 che si teneva a Miami Beach. Cheryl Patton si classificò terza al concorso, che fu vinto da Sylvia Hitchcock dell'Alabama.
Tuttavia a luglio dello stesso anno, la Hitchcock vinse il titolo di Miss Universo, e per la prima volta nella storia del concorso, la seconda classificata Susan Ellen Bradley della California, rifiutò il titolo di Miss USA che andò automaticamente alla terza classificata, cioè Cheryl Patton.  Tuttavia nel 1968 la Patton fece causa all'organizzazione del concorso per essersi rifiutati di riconoscerle i 5000 dollari previsti da contratto per lei. A giugno fu emessa una sentenza a suo favore, in cui fu dichiarato che non faceva alcuna differenza se la somma prevista per la vincitrice era già andata alla Hitchcock.
Dopo l'anno di regno Cheryl Patton si sposò ed ebbe un figlio, continuando a vivere a Miami.